# The James Brothers of Missouri
The James Brothers of Missouri é um seriado estadunidense de 1949, gênero bangue-bangue, dirigido por Fred C. Brannon, em 12 capítulos, estrelado por Keith Richards, Robert Bice e Noel Neill. Foi produzido e distribuído pela Republic Pictures, e veiculou nos cinemas estadunidenses a partir de 31 de agosto de 1949.
O 52º seriado entre os 66 produzidos pela Republic Pictures, apresenta uma livre interpretação e romantização das aventuras dos lendários irmãos fora-da-lei Jesse James e Frank James, não guardando relação, porém, com sua história na vida real.
Em 1947, a Republic fizera já um seriado sobre Jesse James, Jesse James Rides Again, e em 1948, uma continuação, Adventures of Frank and Jesse James, ambos com Clayton Moore no papel de Jesse James.

## Sinopse
Os irmãos James vão disfarçados em ajuda a um antigo membro de sua gangue, que está agora na gestão de uma empresa de frete respeitável, mas está sendo atacado por um rival que está tentando tirá-lo do negócio. Quando seu ex-colega é assassinado, os irmãos tentam ajudar a filha dele, que agora é responsável pelo negócio.

## Frank e Jesse James

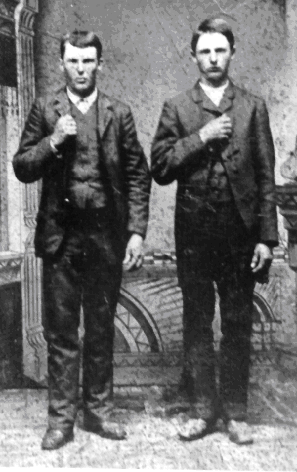
Frank e Jesse James na vida real. Os irmãos fora-da-lei inspiraram diversos filmes e seriados.

Foram diversos os filmes feitos sobre Jesse James e seu irmão Frank James, ao longo da história do cinema, alguns sobre fatos reais de sua vida, outros com interpretações livres sobre o espírito aventureiro dos famosos fora-da-lei. Antes dos seriados da Republic Pictures, em 1921, nos filmes Jesse James Under the Black Flag e Jesse James as the Outlaw, James foi interpretado por seu próprio filho, Jesse James Jr. Em 1927, Jesse James foi interpretado por Fred Thomson, no filme Jesse James. O grande sucesso no cinema veio em 1939, com o filme Jesse James, em que James era interpretado por Tyrone Power. Em 1940, Frank James foi interpretado por Henry Fonda no filme de Fritz Lang, The Return of Frank James.

## Elenco
- Keith Richards … Jesse James
- Robert Bice … Frank James
- Noel Neill … Peg Royer
- Roy Barcroft … Ace Marlin
- Patricia Knox … Belle Calhoun
- Lane Bradford … Monk Tucker

## Produção
The James Brothers of Missouri foi orçado em $164,986, porém seu custo final foi $164,757.
Foi filmado entre 6 e 27 de julho de 1949, e foi a produção nº 1705.

## Lançamento
O lançamento oficial de The James Brothers of Missouri é datado de 31 de agosto de 1949, porém essa é a data da disponibilização do 6º capítulo.

## Capítulos
1. Frontier Renegades (20min)
2. Racing Peril (13min 20s)
3. Danger Road (13min 20s)
4. Murder at Midnight (13min 20s)
5. Road to Oblivion (13min 20s)
6. Missouri Manhunt (13min 20s)
7. Hangman's Noose (13min 20s)
8. Coffin on Wheels (13min 20s)
9. Dead Man's Return (13min 20s)
10. Galloping Gunslingers (13min 20s)
11. The Haunting Past (13min 20s)
12. Fugitive's Code (13min 20s)

Fonte: